# Ашмарин, Игорь Петрович
Игорь Петрович Ашмарин (20 сентября 1925 года, Ленинград — 23 июня 2007 года, Москва) — советский и российский биохимик и физиолог, молекулярный биолог, вирусолог. Академик РАМН (1982, членкор 1978), заслуженный профессор МГУ (1995), генерал-майор медицинской службы. Доктор биологических наук (1958), профессор (1964).
Лауреат Государственной премии СССР (1977) и премии Правительства РФ (2002).

## Биография
Сын химика-органика Петра Александровича Ашмарина, возглавлявшего кафедры химии 2-го Ленинградского медицинского института и Военно-медицинской академии, а также отдел в Институте экспериментальной медицины.
В 1942 году окончил среднюю школу в Ленинграде.
Одноклассник писателя фантаста Аркадия Стругацкого. Блокадник, удостоен знака «Житель блокадного Ленинграда».
Был эвакуирован в Самарканд, где поступил в ВМА.
В 1942 г. поступил в Военно-медицинскую академию им. С. М. Кирова, которую окончил в 1947 году, врач-биохимик, капитан медицинской службы (что необычно, по сведениям А. А. Каменского).
Со второго курса занимался на кафедре биохимии под руководством профессора Г. Е. Владимирова.
В 1950 году окончил адъюнктуру в альма-матер, к. б. н. в том же году.
Кандидатская диссертация (1950) посвящена сократительным белкам мышцы и получила высокую оценку академика В. А. Энгельгардта.
Согласно биографии в БМЭ, был оставлен работать в альма-матер.
В конце 1952 года был направлен в один из институтов системы Минобороны (Свердловск-19), с 1954 года — в Загорске-6, достиг должности заместителя начальника института (1960—1975).
По сведениям, приводимым профессором А. А. Каменским: «Когда Ашмарин был ещё студентом-старшекурсником, на него обратил внимание Е. И. Смирнов… в то время возглавивший новую секретную структуру по защите от оружия массового поражения… Ашмарина направили в закрытый исследовательский центр под Свердловском — разрабатывать средства защиты от различных видов биологического оружия».
В 1958 г. защитил докторскую диссертацию.
В 1964—1975 гг. по совместительству проф., с 1965 г. зав. кафедрой биохимии на биолого-почвенном факультете в ЛГУ.
С 1975 по 1986 год заместитель начальника Управления 15-го управления Генштаба ВС СССР.
В 1986 вышел в запас.
С 1977 по 1981 г. по совместительству профессор кафедр биохимии и физиологии ВНД биологического факультета МГУ им. М. В. Ломоносова.
Руководил межведомственной программой «Нейропептид».
С 1986 по 2006 г. заведующий кафедрой физиологии человека и животных биологического факультета МГУ им. М. В. Ломоносова. Сменил его в последней должности по его же настоянию А. А. Каменский.
Принимал активное участие в создании факультета фундаментальной медицины МГУ.
Являлся членом редколлегий журналов «Биохимия», «ЖМЭИ», «Успехи физиологических наук».
Подготовил 60 кандидатов наук и 20 докторов наук. Член КПСС.
В Москве жил на просп. Вернадского, 113 (с 1970 г.).
Похоронен на Троекуровском кладбище г. Москвы.

## Награды и премии
Награждён орденами Ленина (1966), Октябрьской Революции (1973), Знак Почёта (2002), 21-й медалью, в частности, им. Сеченова.
Лауреат Ломоносовской премии МГУ (1996),
лауреат Государственной премии (1982),
лауреат премии Правительства РФ (2002).

## Из библиографии
Автор более 400 научных работ и монографий.
Автор первого учебника для университетов по молекулярной биологии (Молекулярная биология. Избр. разделы. Л., 1974).
- Статистические методы в микробиологических исследованиях / И. П. Ашмарин, А. А. Воробьёв. — Ленинград : Медгиз. [Ленингр. отд-ние], 1962. — 180 с. : граф.
- Химия белка : [Учеб. пособие для ун-тов] / Ленингр. ордена Ленина гос. ун-т им. А. А. Жданова ; Под ред. И. П. Ашмарина. — Ленинград : Изд-во Ленингр. ун-та, 1968.
  - Ч. 1: Общая химия белка. Ч. 1 / Авт. И. П. Ашмарин, А. А. Мюльберг, Н. В. Садикова, И. А. Сытинский. — 1968. — 196 с., 2 л. табл. : ил.
- Молекулярная биология : Избр. разделы. — Ленинград : Медицина. Ленингр. отд-ние, 1974. — 360 с. : ил.
- Загадки и откровения биохимии памяти / И. П. Ашмарин; Под ред. акад. Е. М. Крепса ; Ленингр. гос. ун-т им. А. А. Жданова. — Ленинград : Изд-во Ленингр. ун-та, 1975. — 159 с. : ил.
- Быстрые методы статистической обработки и планирование экспериментов / И. П. Ашмарин, Н. Н. Васильев, В. А. Амбросов ; Ленингр. гос. ун-т им. А. А. Жданова. — Л.: Изд-во ЛГУ, 1971. — 78 с. : черт.
- Ингибиторы синтеза белка / И. П. Ашмарин, Л. А. Ключарев. — Ленинград : Медицина. Ленингр. отд-ние, 1975. — 208 с. : ил.
- Биохимия мозга : учеб. пос. для студ. биол. и мед. спец. университетов / [И. П. Ашмарин и др.]; под ред. И. П. Ашмарина, П. В. Стукалова, Н. Д. Ещенко; Санкт-Петербургский гос. ун-т. — СПб.: Изд-во СПбГУ, 1999. — 325 с. : ил., табл.; ISBN 5-288-01814-6
- Патологическая физиология и биохимия : учеб. пос. для студ. вузов / [И. П. Ашмарин и др.]. — Москва : Экзамен, 2005. — 478 с. : ил., табл.; 21 см; ISBN 5-472-00089-0
- Нейрохимия в таблицах и схемах / И. П. Ашмарин, Н. Д. Ещенко, Е. П. Каразеева. — Москва : Экзамен, 2007. — 143 с. : табл.; 26 см; ISBN 978-5-377-00852-1